# Cattedrale di Noyon
La chiesa di Nostra Signora (in francese: église Notre-Dame) è un luogo di culto cattolico di Noyon, in Francia (dipartimento dell'Oise, in Piccardia).
Fu edificata a partire dal 1145 in uno stile di transizione tra il romanico e il gotico (protogotico).
È stata la sede episcopale della diocesi di Noyon (di Tournai e Noyon tra il 626 e il 1146), soppressa nel 1801 e integrata alla diocesi di Beauvais.

## Storia

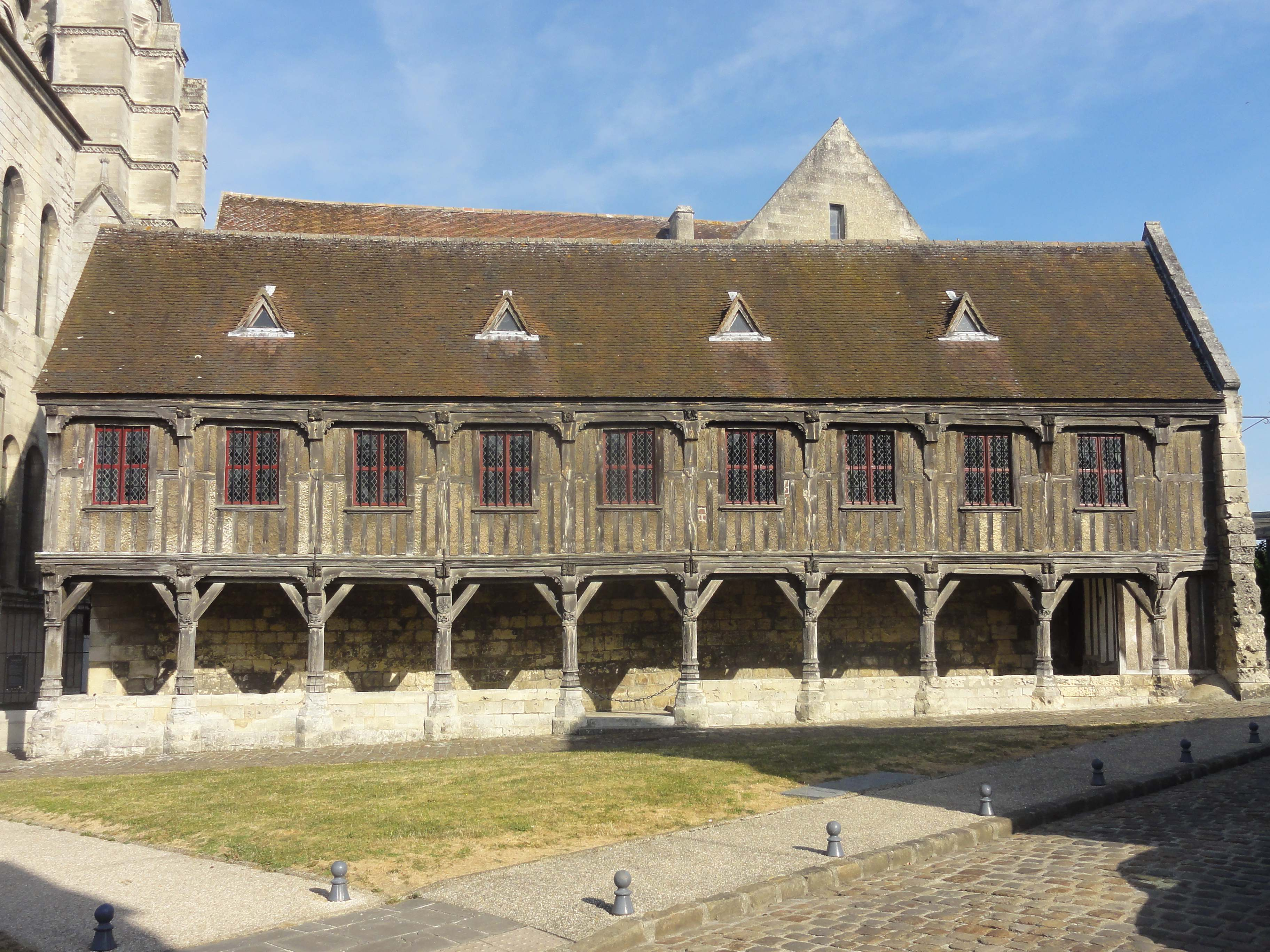
La biblioteca capitolare

La prima edificazione di una cattedrale è attribuita dalla tradizione a san Medardo, primo vescovo di Noyon, dove avrebbe spostato la sede episcopale di Augusta Viromanduorum o Vermant (San Quintino). La cattedrale venne in seguito più volte ricostruita e vi ebbe luogo nel 768 la consacrazione reale di Carlo Magno e il 3 luglio del 987 quella di Ugo Capeto.
Il quarto edificio della cattedrale in ordine di tempo fu fortemente danneggiato da un grande incendio nel 1131, che devastò anche l'intera città. Dopo la calamità, il papa Innocenzo II, che si trovava a Crépy-en-Valois, lanciò un appello perché le diocesi confinanti aiutassero quella di Noyon nella ricostruzione.
I lavori iniziarono nel 1145, con la costruzione del coro e del transetto. I resti della chiesa più antica non furono subito eliminati mentre i lavori procedevano e nel 1157 vi si poterono esporre le reliquie di sant'Eligio. Nel 1185 si poteva celebrare il culto nel coro e nell'ultima campata della navata.
Seguì l'edificazione delle navate e la facciata principale occidentale, completata nel 1235.
Il 19 luglio 1293 un altro incendio danneggiò la cattedrale, soprattutto dal lato della facciata, e distrusse nuovamente buona parte della città. Nei successivi lavori di restauro fu necessario ricostruire alcune delle volte, che da esapartite divennero rettangolari, e intervenire sulla torre settentrionale della facciata, che è più alta e con una decorazione più articolata della sua gemella meridionale. Le previste coperture a guglia delle torri non furono mai realizzate.
Il chiostro sul lato nord con la sua sala capitolare risale al 1230. Nel XIV secolo fu aggiunta la sacrestia e nel 1507 l'edificio della biblioteca capitolare.
Ad interventi successivi si devono le cappelle che si aprono nelle navate laterali (per lo più del XIV secolo. Nel corso del XVIII secolo furono restaurate le parti alte della parte terminale e tra il 1757 e il 1779 fu rifatto l'altare maggiore, sormontato da un baldacchino coperto a cupola, opera dell'architetto Godot de Compiègne.
La chiesa fu danneggiata sia nel corso della Rivoluzione francese, sia durante la prima guerra mondiale, dopo la quale furono necessari restauri durati vent'anni.

## Misure e dimensioni

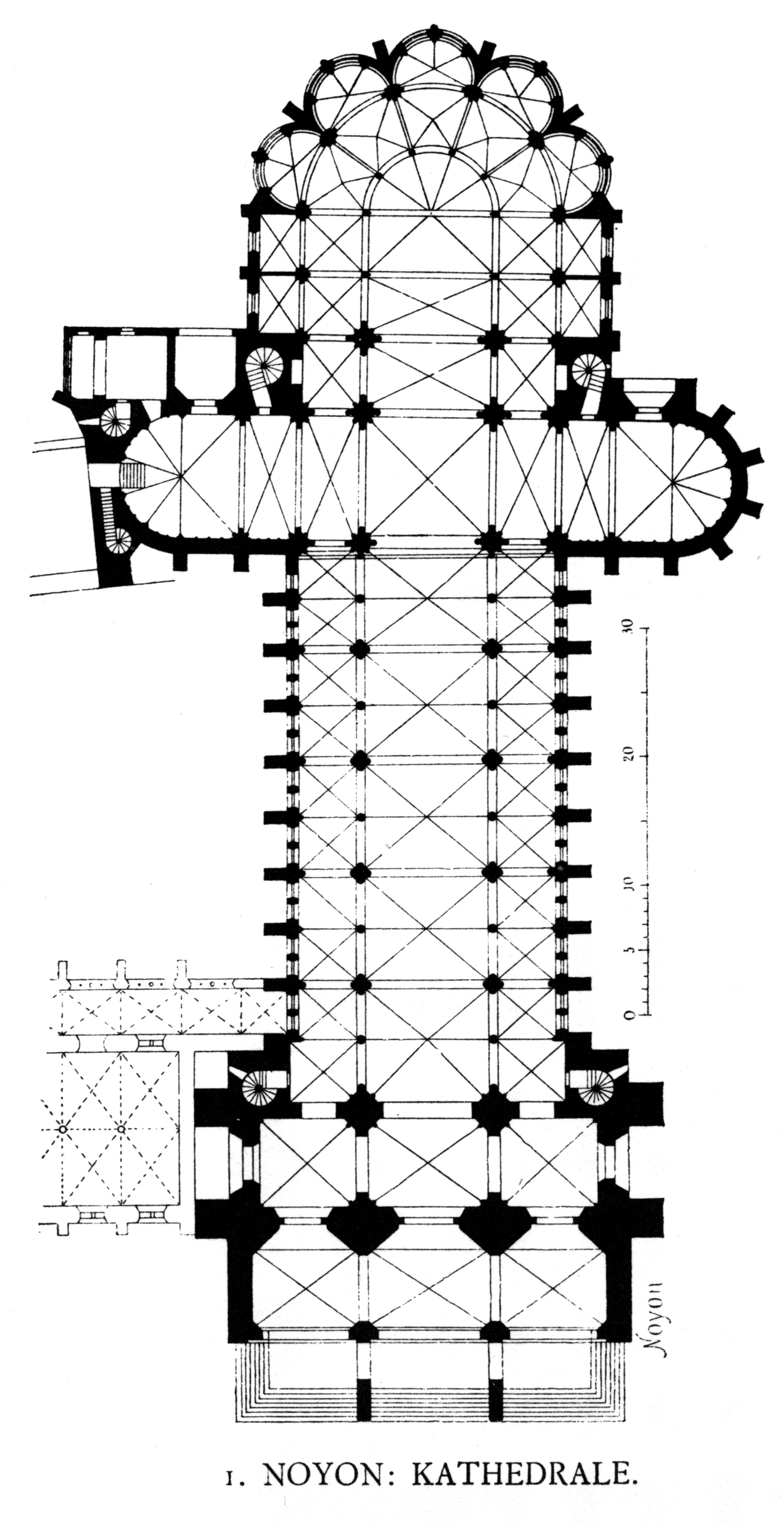
Pianta

| Parametro                                  | Misura   |
| ------------------------------------------ | -------- |
| Lunghezza esterna                          | 103,11 m |
| Lunghezza interna                          | 91,33 m  |
| Larghezza della facciata                   | 32,8 m   |
| Larghezza del transetto                    | 48,6 m   |
| Larghezza della navata centrale            | 10,23 m  |
| Larghezza delle navate laterali            | 4,75 m   |
| Larghezza interna del transetto            | 9,6 m    |
| Altezza della torre nord                   | 66 m     |
| Altezza delle volte della navata centrale  | 22,73 m  |
| Altezza delle volte delle navate laterali  | 8,77 m   |
| Altezza delle volte del deambulatorio      | 8 m      |
| Altezza della volta delle cappelle radiali | 8,10 m   |

## Descrizione
La pianta è a croce latina.

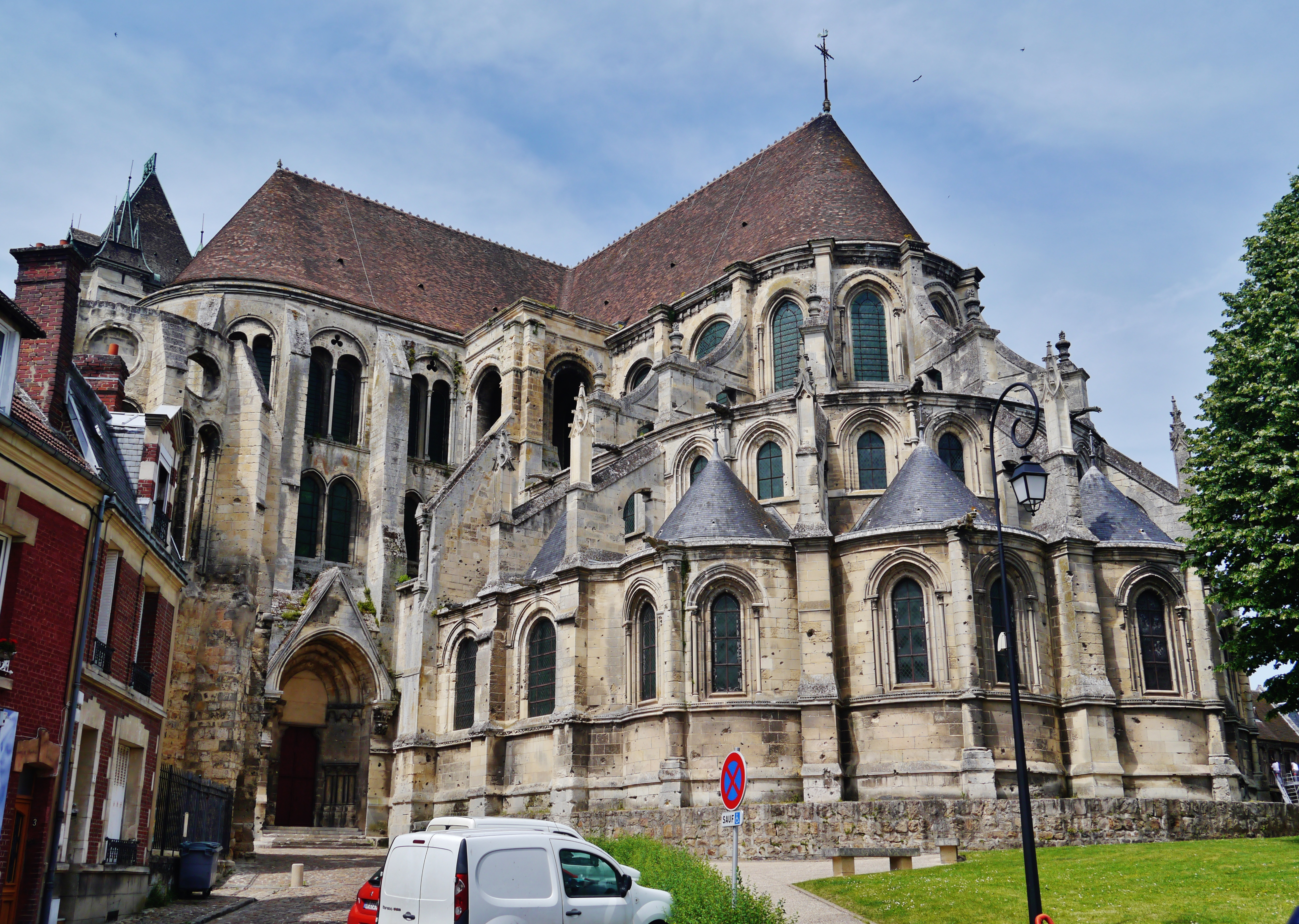
Esterno dell'abside

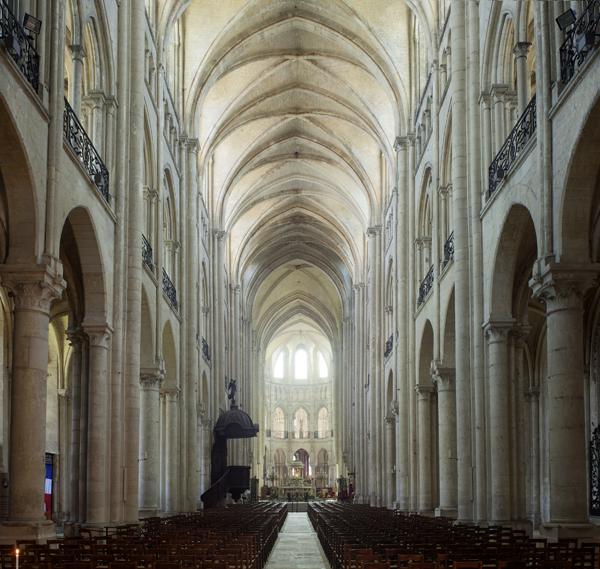
Interno

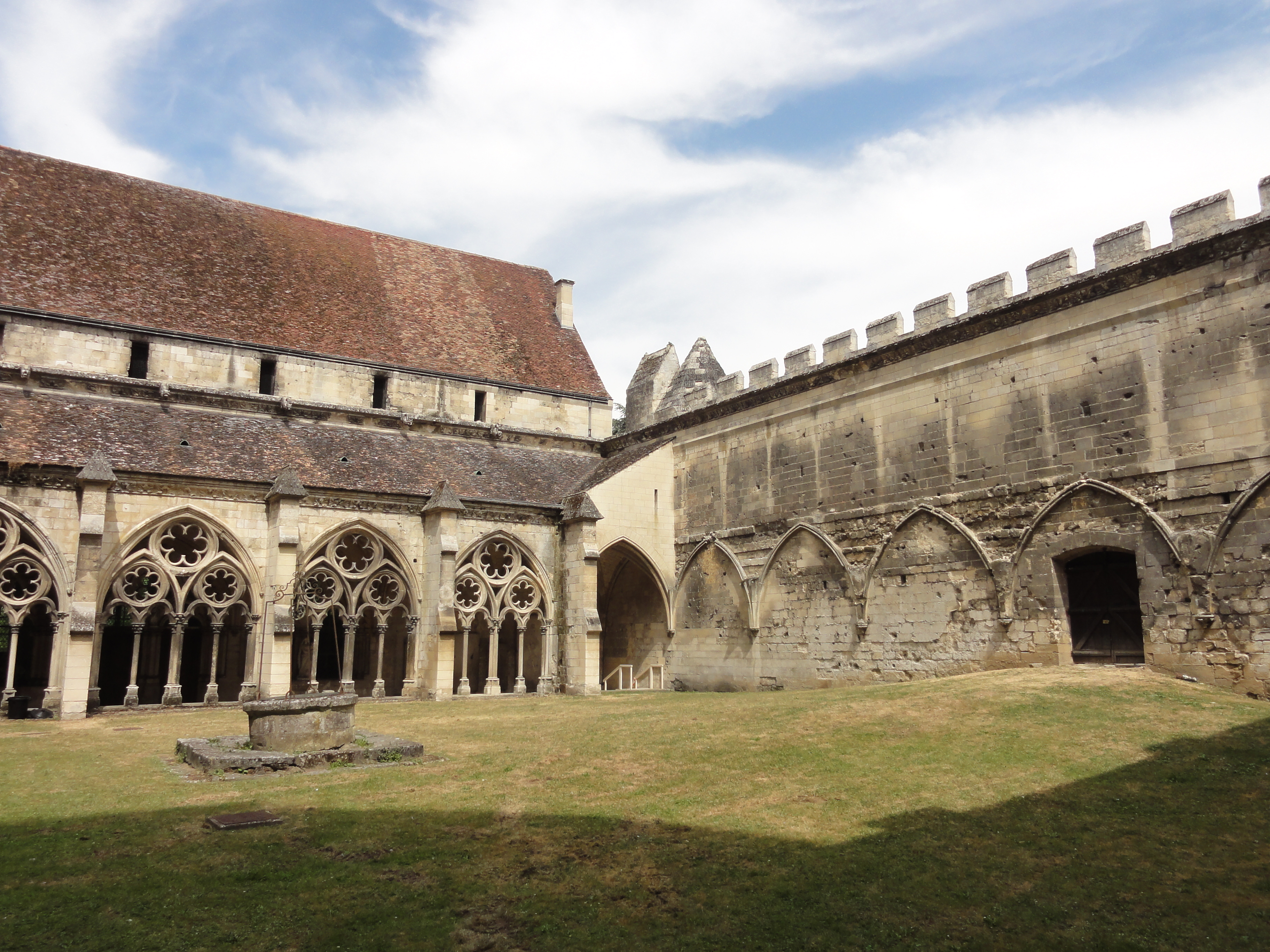
Il chiostro

Il coro è costituito da tre campate rettangolari oltre al fondo semicircolare ed è circondato da un deambulatorio su cui si affacciano delle cappelle rettangolari nella parte rettilinea e semicircolari nella parte curvilinea, disposte secondo i raggi (chapelles rayonnantes). La volta all'incrocio del transetto era a pianta quadrata.
I piloni di sostegno dell'incrocio del transetto e della prima campata del coro e del deambulatorio sono stati rafforzati e contraffortati inoltre dalla presenza delle scale che permettono di raggiungere le tribune del coro. In origine era infatti prevista la costruzione di due torri in questa posizione, che tuttavia non furono mai realizzate.
Nelle dieci campate della navata i sostegni erano alternativamente pilastri a fascio, più robusti, e colonne, adatti alle originali volte a crociera ogivali esapartite. L'elevazione era costituita da quattro livelli: arcate verso le navate laterali, tribune (matroneo), triforio e finestre alte (claristorio). In origine non erano previsti all'esterno archi rampanti che furono aggiunti nel XIV secolo in seguito al rifacimento delle volte della navata centrale, divenute rettangolari: le volte a crociera ogivali che coprono le tribune erano sufficienti a contraffortare le originarie volte esapartite.
Le arcate delle tribune che si affacciano sulla navata centrale sono costituite da bifore ogivali, ornate da un oculo trilobato, mentre le arcate del triforio sono a tutto sesto e così le due arcate delle bifore che costituiscono le finestre del claristorio e le simili finestre delle navate laterali.
Il coro presenta una simile elevazione a quattro livelli, con alcune differenze: le arcate delle tribune sono ugualmente bifore, ma prive dell'oculo, nella parte rettilinea, e sono a singola arcata ogivale nella parte curvilinea. Ugualmente le finestre del claristorio sono nel coro a una sola arcata a tutto sesto.
I bracci del transetto, ciascuno a tre campate rettangolari, presentano un'insolita terminazione absidata, probabilmente ispirata dalla cattedrale di Tournai. In elevato sono presenti anche qui quattro livelli: finestre basse, triforio e due serie di finestre alte. Qui le arcate del triforio sono trilobate e quelle delle bifore che costituiscono le finestre sono ogivali.
La navata è preceduta da una sorta di piccolo transetto in corrispondenza della facciata, con tre campate trasversali.
Sulle navate laterali si aprono delle cappelle, dovute ad aggiunte successive: sei sul lato nord e tre più ampie e più tarde sul lato sud. Quella centrale del lato sud (cappella di Notre-Dame-de-Bonsecours) risale al XVI secolo ed è particolarmente ricca di decorazioni.
Le navate laterali, il deambulatorio e le cappelle del coro sono tutte coperte da volte a crociera ogivali.
I capitelli sono decorati da foglie d'acanto e da foglie lisce con cima ricurva. Le chiavi di volta, in particolare nel deambulatorio, sono ornate da teste e motivi decorativi scolpiti.
La facciata, preceduta da tre arcate di un portico che inquadrano i portali, aveva sculture andate per la maggior parte perdute. Le lunette dei portali recavano rilievi con il Giudizio universale (portale centrale) e con Morte, risurrezione e trionfo della Vergine (portale sud).

### Organi a canne

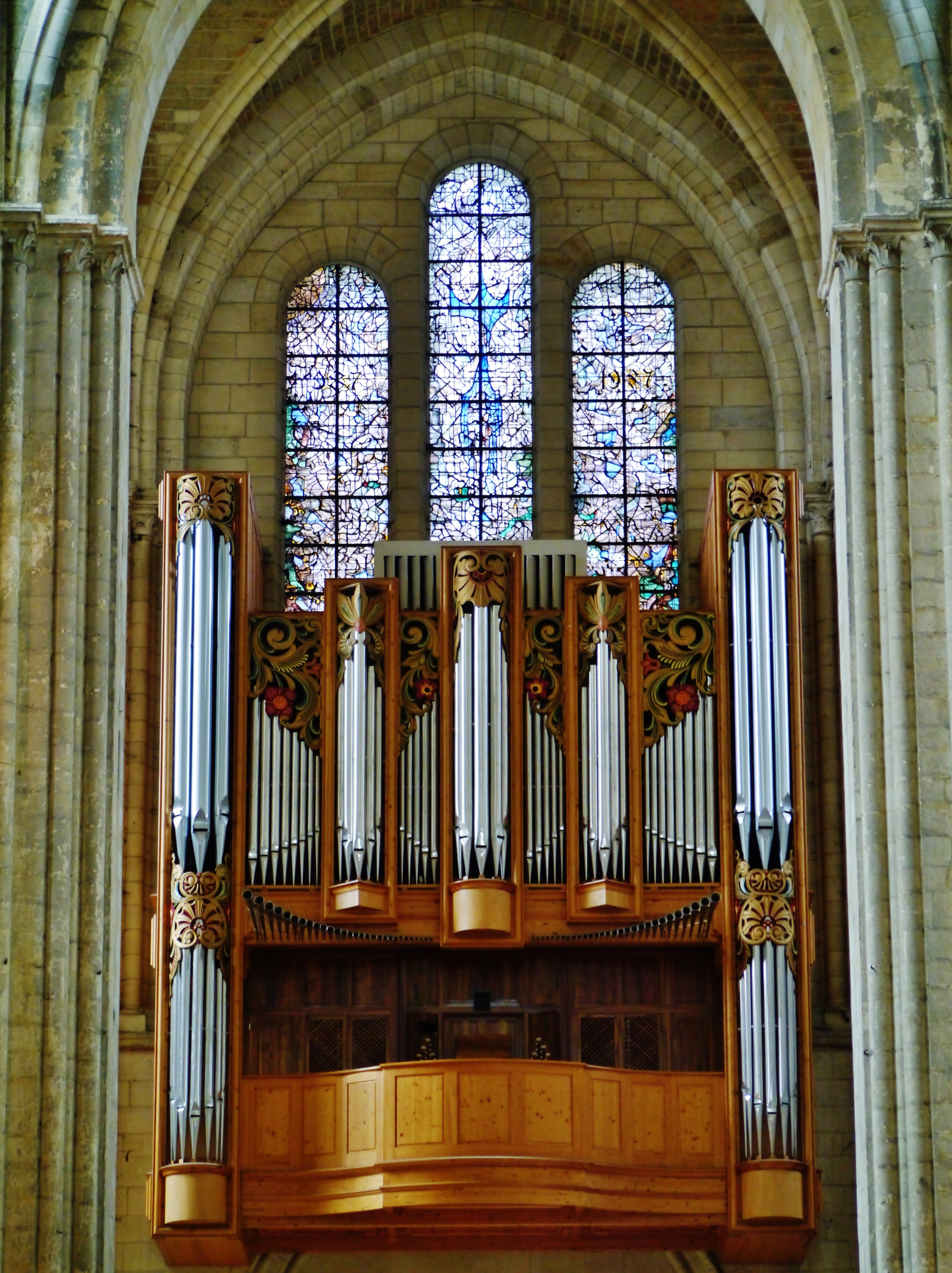
L'organo maggiore

Il primo organo a canne della cattedrale di cui si fa menzione risale al 1688 ed era collocato sopra la cantoria in controfacciata. Fra il 1697 e il 1702 venne costruito un nuovo organo da Philippe Le Picard con quattro tastiere e pedaliera; lo strumento venne più volte restaurato nel 1750, nel 1800, nel 1840 e nel 1850; infine, durante il restauro del 1900, venne riadattato ai canoni dell'epoca e portato a tre tastiere. L'organo venne distrutto da una bomba nel 1918 e non è stato sostituito da un nuovo strumento se non fra il 1940 e il 1950 da un organo da concerto di cui si sono perse le tracce e, dal 2004, dall'attuale organo a canne, ricostruzione di Henri Saby di uno strumento di Merklin del 1898, proveniente dalla chiesa del Sacro Cuore di Agen. L'organo è a trasmissione mista (meccanica per i manuali e il pedale, elettrica per i registri) e dispone di 47 registri su tre tastiere e pedale.
Sotto l'arcata di sinistra della prima campata del coro, si trova un secondo organo. Costruito nel 1704 da Selmersheim, nel 1928 è stato ampliato e il sistema di trasmissione è stato mutato da meccanico in elettro-pneumatico. Inoltre, durante questo restauro è stata realizzata la cassa lignea in stile neogotico che racchiude lo strumento. Restaurato nel 1952, lo strumento è stato ricostruito fra il 1988 e il 1989 dall'organaro Michel Garnier. Attualmente lo strumento ha due tastiere di 56 note ciascuna ed una pedaliera di 32, e 18 registri.